# Neutron (raket)
För andra betydelser, se Neutron (olika betydelser).
Neutron är en återanvändbar raket under utveckling av det amerikanska rymdföretaget Rocket Lab.
Raketen ska kunna placera 8 000 kg i omloppsbana runt jorden. Den kommer även kunna skicka 2 000 kg mot månen och 1 500 kg mot planeterna Mars och Venus.
Raketen första steg kommer att vara återanvändbart och kommer landa på en pråm ute på Atlanten.
Första uppskjutningen är planerad till 2024.